# نورالدین علی
المنصور علی (عربی: المنصور على) (پیرامون ۱۲۴۲ – ۱۲۵۹ (۱۶−۱۷ سال))، دومین سلطان ممالیک مصر که پس از مرگ پدرش عزالدین آیبک در سن 15 سالگی در سال ۱۲۵۷ به حکومت رسید. در زمان حکومت وی بود که مغولان به جهان اسلام حمله بردند. بزرگان مصر که دیدند او شایستگی و هوش و درایت کافی برای شاهی و مقابله با مغولان کافر را ندارد او را از سلطنت برکنار کردند و سیف الدین قطز  به جای او به تخت نشست و توانست در مقابل مغولان ایستادگی کند.